# Stade du Bergholz
 (avril 2025).
Le stade du Bergholz est un stade de football localisé à Wil, dans le canton de Saint-Gall, en Suisse. Construit en 1963, il est le stade principal du FC Wil.
Il a également porté le nom de IGP Arena de 2013 à 2019 en raison d'un contrat de sponsoring avec l'entreprise locale IGP Pulvertechnik.
Depuis 2022, le distributeur allemand Lidl donne son nom aux installations sportive du Bergholz, le stade devenant ainsi la Lidl Arena.